# Overdrive (musica)

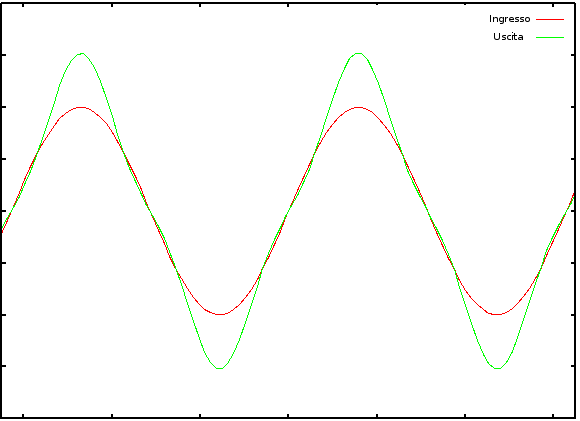
Segnale in overdrive, amplificato

L'overdrive (in inglese, conduzione oltre limite) è un effetto elettronico usato in ambito musicale (in genere, per le chitarre), per ottenere una sorta di "leggera distorsione" del suono, chiamato crunch. Inizialmente, era causato dall'aumento esagerato del volume, degli amplificatori a valvole. Ma poi, dato che risultò interessante, fu rielaborato per gli stadi di preamplificazione, ottenendo così anche un maggior controllo sulla quantità di effetto e soprattutto sul volume finale del suono amplificato. 

## Funzionamento (tramite preamplificatore)
Per capire meglio il suo funzionamento, bisogna prima distinguere i termini di gain (guadagno) e di volume di un amplificatore per chitarra: per guadagno si intende l'aumento del segnale dello strumento, attuato nello stadio di preamplificazione, mentre, il volume modifica il livello di uscita generale dell'amplificatore. Così, si ottiene un effetto overdrive, alzando "oltre il necessario" il guadagno del preamplificatore (costruito per lavorare con segnali più bassi), il quale sovraccarica in parte il canale, creando un suono "graffiante" e leggermente distorto, ma facilmente regolabile come volume generale, a seconda dell'ambiente e delle esigenze acustiche. 

## Overdrivee distorsore

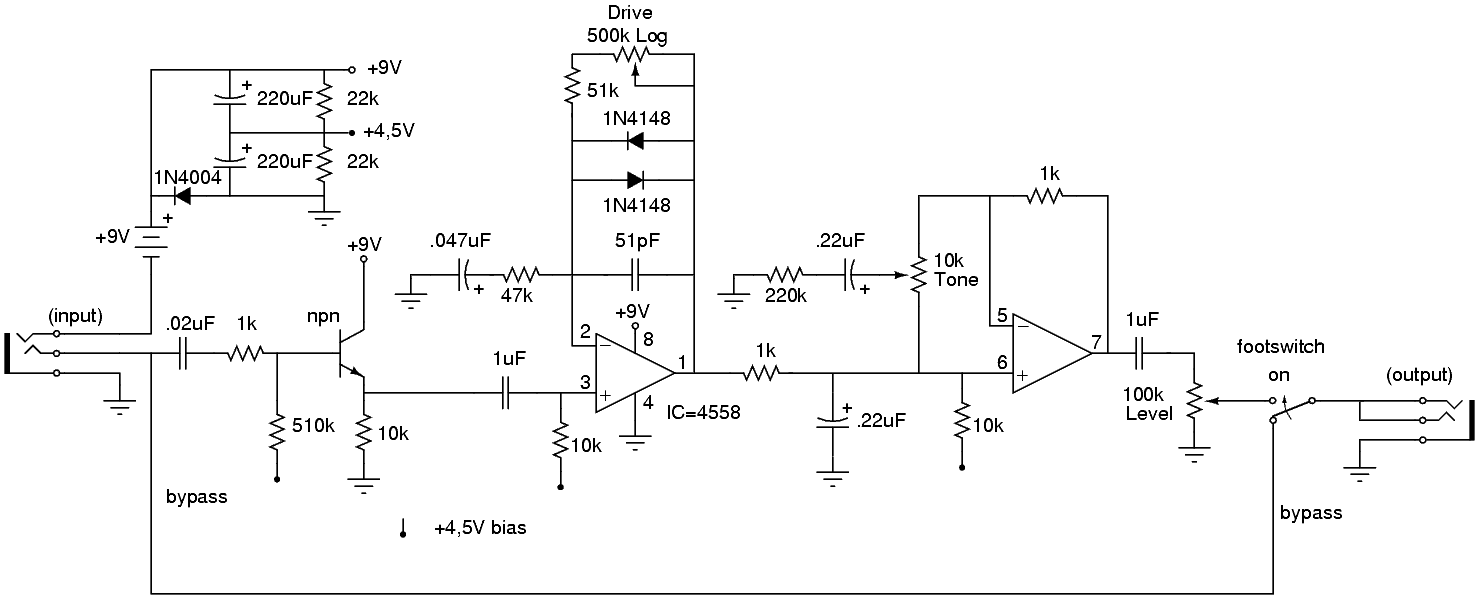
Un tipico circuito overdrive/distorsore

Nel gergo chitarristico, si usa distinguere l'overdrive dal distorsore, poiché raggiungono due effetti differenti. L'overdrive è un effetto più morbido, che non taglia le onde del segnale (clipping), ma ne modifica solo l'ampiezza in maniera non lineare, mantenendo i picchi all'interno della capacità del canale, ed in genere, aggiungendo soltanto armoniche pari (meno graffianti), tipiche della saturazione valvolare. La distorsione, invece, taglia nettamente l'onda al livello dei picchi, introducendo quasi esclusivamente armoniche di ordine dispari (molto più graffianti e fastidiose, per le orecchie). E poiché ci si riferisce all'overdrive come ad una distorsione più leggera di quella ottenibile usando un distorsore, è facile sentir parlare di overdrive nella musica blues, e di distorsione in ambiti più hard rock e metal.
Ad oggi, l'overdrive e il wah-wah sono gli unici effetti analogici che resistono alla concorrenza di quelli digitali. Infatti, al contrario degli altri effetti a pedale, per ottenere un effetto overdrive, non è necessario comprare una pedaliera, ma sarebbe sufficiente un amplificatore a valvole.